# 肖古王
肖古王（しょうこおう、生年未詳 - 214年）は、百済の第5代の王（在位：166年 - 214年）であり、先代の蓋婁王の子。『三国史記』百済本紀・肖古王紀の分注や『三国遺事』王暦では素古王の別名も記される。166年に先王の死去により王位についた。諱・諡は伝わっていない。遼東王・公孫度の娘を娶る。子に仇首王。

## 治世
先代の蓋婁王の末年より新羅との交戦態勢に入っており、しばしば新羅と戦った。167年7月には新羅の西部辺境を襲って2城を奪ったが、翌8月には新羅は一吉飡（新羅の7等官）の興宣を派遣し、また阿達羅尼師今自らが漢水（漢江）まで親征してきた。このために肖古王は得たばかりの二城を新羅に返還した。170年にも新羅の辺境に侵攻し、その後も188年2月に母山城（母山城は忠清北道鎮川郡の大母山城に比定される説が有力であるが、陰城郡陰城邑や全羅南道南原市雲峰邑とする説もある）を攻め、189年7月には狗壌（忠清北道沃川郡）で戦って敗れ、死者500余人を出した。190年8月には円山郷（慶尚北道醴泉郡）を襲撃し、さらに進んで缶谷城（慶尚北道軍威郡岳渓面）を包囲した。このとき、新羅の将軍の金仇道を蛙山（忠清北道報恩郡）まで惹きつけて大いに打ち破った。204年7月には腰車城（忠清北道報恩郡懐南面）を攻略してこれを陥とし、城主の薛夫を殺した。新羅王（奈解尼師今）がこれに怒り、伊伐飡（新羅の1等官）の昔利音を将軍として送り、沙峴城（慶尚北道聞慶市籠岩面沙峴里?）まで攻めてきた。
また、靺鞨とも度々戦い、210年10月には靺鞨が沙道城を攻めてきたが、このときは城門を焼かれただけに留まった。214年9月には真果に1千の兵を率いさせ、靺鞨の石門城（黄海北道瑞興郡の石門寺付近?）を奪った。しかし同年10月、靺鞨は騎馬隊を率いて述水（京畿道驪州郡）まで攻めてきた。この直後、肖古王は死去した。在位49年であり、死因の詳細については不明である。
『古事記』では、応神天皇の治世に百済王照古王の名が記されている。照古王は馬1つがいと論語などの書物を応神天皇に献上し、阿知吉師(あちきし)と和邇吉師(わにきし)を使者として日本に遣わした、とされている。この照古王が肖古王に比定されているが、年代から第13代の近肖古王とする説もある。

## 考証
『三国史記』 では、肖古王は近肖古に、仇首王は近仇首に重って二重になっている、という指摘がある。すなわち、『三国史記』の肖古王は即位年は近肖古と同じ丙午で、在位は166年から214年、仇首王の在位は214年から234年である。近肖古・近仇首は、『古事記』の照古王、『日本書紀』及び『日本書紀』注百済系史書の肖古、貴須に紀年の上で一致する。166年から234年は、『後漢書』『魏志』の時代であるが、それらの漢籍ではその時代に百済は影も形もない。この近肖古、近仇首は後世のでっちあげで、肖古、仇首をそれぞれ近肖古、近仇首とし、その前に肖古、仇首を置く事で二倍に水増しているのであり、紀元前37年にはじまる『三国史記』の百済王譜のうち、後世の加上の人物となる。